# 阿蒂尔·德·戈比诺

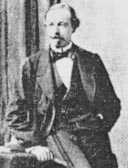
阿蒂尔·德·戈比诺在1864年

阿蒂尔·德·戈比诺（法語：Arthur de Gobineau，常被称为戈比诺伯爵（法語：Le Comte de Gobineau）；1816年7月14日—1882年10月13日）法国贵族、小说家。生于法国阿夫赖城，逝世于意大利都灵。他因在《人种不平等论》中发展了“雅利安人主宰种族”理论而知名。他的思想后来成为德国纳粹党意识形态核心的重要来源之一。戈比诺將雅利安人種塑造成高貴和文明的化身，宣揚並且誇大雅利安人對人類文明的貢獻。他認為，世界上所有的文明，包括古埃及、中國、墨西哥、秘魯文明都是由雅利安人所建立的，同時只有白人才是人類始祖亞當的後代。